# Власяница

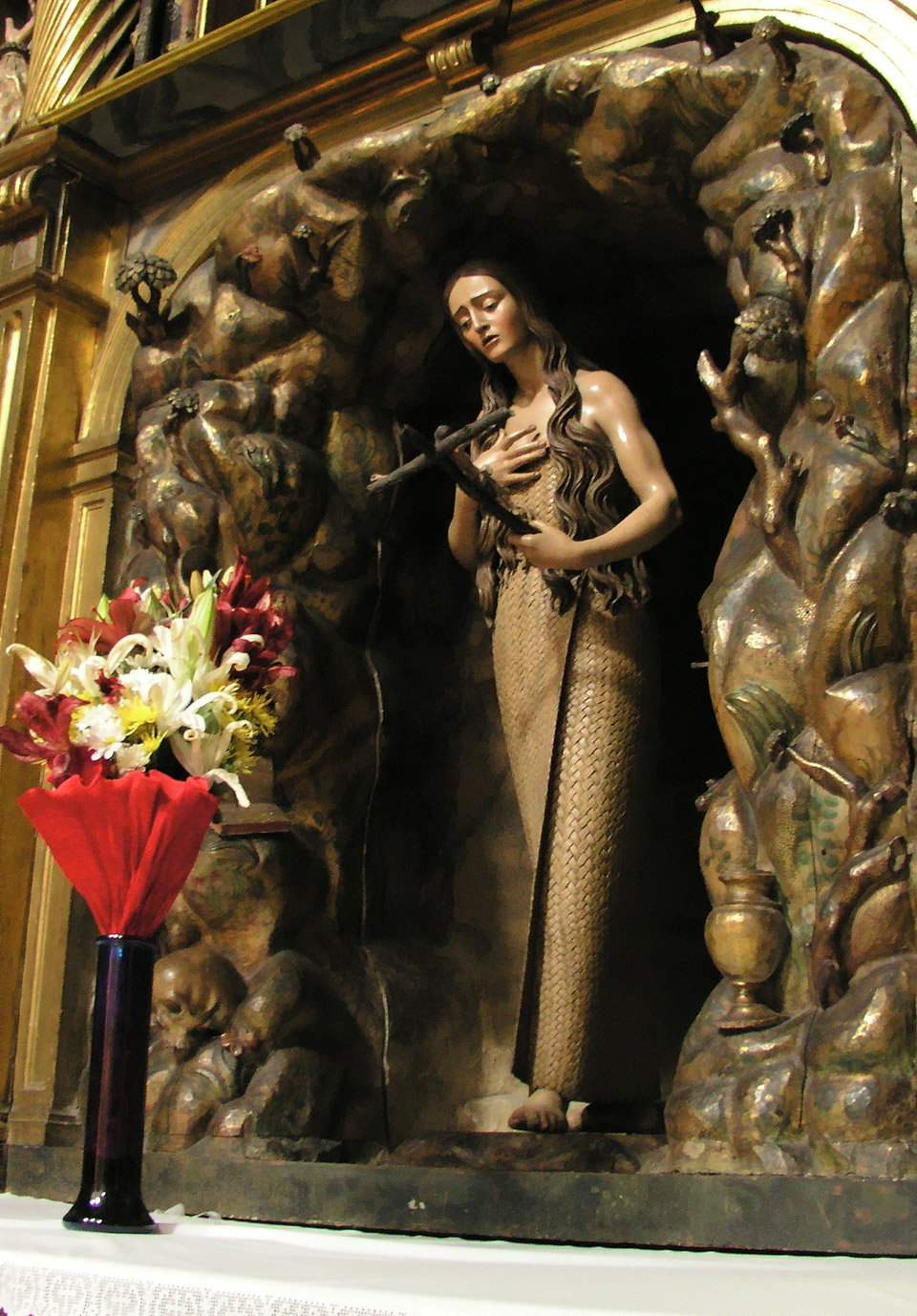
Мария Магдалина во власянице, статуя из церкви в Вальядолиде

Власяни́ца (также вре́тище) — длинная грубая рубаха из волос или козьей шерсти, носившаяся христианскими аскетами на голое тело для умерщвления плоти. Также под этим термином понимается то же, что и вретище — грубая ткань тёмного цвета из козьей шерсти, в виде мешка, надевавшаяся в знак печали.
В наше время власяница — это длинная рубаха из простой ткани, часть православного монашеского одеяния, которая в первую очередь надевается монахом во время монашеского пострига. В прошлом власяница ткалась из верблюжьего волоса или овечьей шерсти и надевалась на голое тело, причём жёсткая шерсть постоянно кололась, напоминая монаху о терпении и смирении.

## Известные аскеты, носившие власяницу

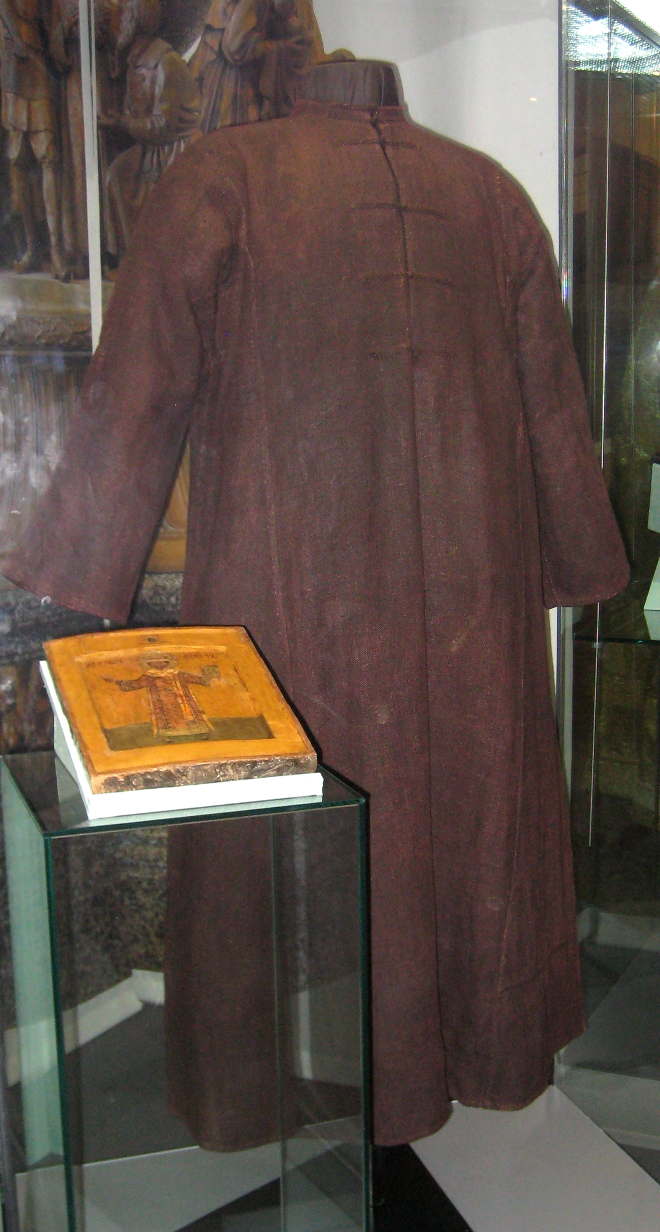
Власяница Ивана Грозного, XVI век, из собрания ГИМ

- Пророк и креститель Иоанн Предтеча
- Месроп Маштоц
- Феодосий Печерский
- Преподобный Феодор Трихина (носил только грубую власяницу, из-за чего получил своё прозвище — греч. Τριχινᾶς, с греч. — «власяничный»)
- Феодосий Тотемский
- Святой Северин
- Капуцины (монашеский орден)
- Карл де Блуа, герцог Бретонский
- Боярыня Морозова
- Томас Бекет
- Маргарита Бофорт
- Томас Мор
- Генрих IV
- Цецилия Римская
- Пелагия Антиохийская
- Елизавета Фёдоровна